# La gravière Brock
La gravière Brock is een natuurgebied te Hermalle-sous-Argenteau in de Belgische provincie Luik.
Het betreft een voormalige grindgroeve nabij de Maas, welke vanaf 2012 werd herschapen in een natuurgebied. Er zijn grote waterpartijen die van belang zijn voor de overwintering van watervogels. Het gebied is toegankelijk voor wandelaars en er zijn voorzieningen aangebracht zoals informatiepanelen en observatieposten.